# 하숙집 (영화)
《하숙집》은 2014년에 개봉한 대한민국의 멜로/로맨스 영화다.

## 출연

### 주연
- 권기하
- 장하람

### 조연
- 한채민
- 양근석
- 배미라